# Mouse Systems Corporation
Mouse Systems Corporation, voordien Rodent Associates, werd opgericht in 1982 door Steve Kirsch, uitvinder van de optische muis. Naast het feit dat het een hulpmiddel was voor zijn uitvinding, was het bedrijf ook verantwoordelijk voor het eerst de muis naar de IBM PC te brengen.
Zoals alle vroege optische muizen, had hun eerste product een speciale en reflecterende muismat nodig, waarop een vierkant rooster van grijze en blauwe volglijnen gedrukt was. Naarmate het apparaatje over de mat bewoog, werd de feedback van de leds verwerkt door een on-board microchip, die op zijn beurt de plaatsgegevens leesbaar maakte voor de PC, en deze via een RS-232 seriële poort verstuurde. Een externe voeding was vereist. Sommige muizen haalden hun stroom uit de toetsenbordconnector op het moederbord, en hadden een doorlaatstekker bijgeleverd die voor de toetsenbordkabel moest geplaatst worden.
Vroege Sun werkstations gebruikten enkel MSC optische muizen. De eerste modellen hadden grote muismatten met een wijd rooster, latere modellen waren kleiner en gebruikten een dichter rooster. Hoewel optische muizen niet moesten schoongemaakt worden, begonnen ze zich na een paar jaar foutief te gedragen, zonder een duidelijke oplossing.
In 1984 bracht MSC PC Paint uit, het eerste muisgestuurde beeldbewerkingsprogramma voor de IBM PC. PC Paint was ontwikkeld voor het bedrijf door John Bridges. Miljoenen kopieën werden geleverd, vooral gebundeld bij al hun muizen tot de vroege jaren 90. PC Paint kende een beperkt commercieel succes als afzonderlijk product.
KYE Systems, producent van het merk van muizen "Genius", verkreeg Mouse Systems in 1990.